# Dean Evason
Dean Evason (né le 22 août 1964 à Flin Flon dans la province du Manitoba au Canada) est un joueur professionnel puis entraîneur canadien de hockey sur glace. Il évoluait au poste de centre,.

## Biographie

### Carrière de joueur
Dean Evason a joué en tant que junior dans la Ligue de hockey de l'Ouest avec les Flyers de Spokane puis les Junior Oilers de Kamloops. Il est repêché par les Capitals de Washington au 89e rang du repêchage d'entrée de 1982 dans la Ligue nationale de hockey et fait ses débuts professionnels avec cette équipe lors de la saison 1983-1984.
Il joue sa première saison professionnelle complète en 1984-1985 où il joue majoritairement dans la Ligue américaine de hockey avec les Whalers de Binghamton. Il dispute 15 matchs avec les Capitals mais est échangé en cours de saison aux Whalers de Hartford.
Il joue avec les Whalers jusqu'en 1991 et connaît sa meilleure saison dans la LNH en 1986-1987 alors qu'il réalise 22 buts, 37 assistances et 59 points. Il joue par la suite pour les Sharks de San José, les Stars de Dallas puis les Flames de Calgary avant de joueur ses dernières saisons en Suisse avec l'EV Zoug puis en Allemagne avec le EV Landshut.
Il a représenté le Canada au niveau international. Il est sacré champion du monde avec l'équipe canadienne lors de l'édition 1997 du championnat du monde.

### Carrière d'entraîneur
Il commence sa carrière d'entraîneur en 1998-1999 où il est entraîneur adjoint des Hitmen de Calgary. La saison suivante, il est nommé entraîneur-chef des Blazers de Kamloops puis après deux saisons, il occupe le même poste chez les Giants de Vancouver.
En 2005, il est nommé entraîneur adjoint des Capitals de Washington, son ancienne équipe dans la LNH. Après sept saisons, il quitte les Capitals en 2012 et devient l'entraîneur-chef des Admirals de Milwaukee dans la LAH.

## Statistiques

### En club
| Saison     | Équipe                    | Ligue       |     | Saison régulière | Saison régulière | Saison régulière | Saison régulière | Saison régulière |    | Séries éliminatoires | Séries éliminatoires | Séries éliminatoires | Séries éliminatoires | Séries éliminatoires |
| Saison     | Équipe                    | Ligue       | PJ  | B                | A                | Pts              | Pun              | PJ               | B  | A                    | Pts                  | Pun                  |                      |                      |
| 1980-1981  | Flyers de Spokane         | LHOu        | 3   | 1                | 1                | 2                | 0                | -                | -  | -                    | -                    | -                    |                      |                      |
| 1981-1982  | Flyers de Spokane         | LHOu        | 26  | 8                | 14               | 22               | 65               | -                | -  | -                    | -                    | -                    |                      |                      |
| 1981-1982  | Junior Oilers de Kamloops | LHOu        | 44  | 21               | 55               | 76               | 47               | 4                | 2  | 1                    | 3                    | 0                    |                      |                      |
| 1982-1983  | Junior Oilers de Kamloops | LHOu        | 70  | 71               | 93               | 164              | 102              | 7                | 5  | 7                    | 12                   | 18                   |                      |                      |
| 1983-1984  | Junior Oilers de Kamloops | LHOu        | 57  | 49               | 88               | 137              | 89               | 17               | 21 | 20                   | 41                   | 33                   |                      |                      |
| 1983-1984  | Capitals de Washington    | LNH         | 2   | 0                | 0                | 0                | 2                | -                | -  | -                    | -                    | -                    |                      |                      |
| 1984       | Junior Oilers de Kamloops | C. Memorial | -   | -                | -                | -                | -                | 4                | 2  | 2                    | 4                    | 0                    |                      |                      |
| 1984-1985  | Whalers de Binghamton     | LAH         | 65  | 27               | 49               | 76               | 38               | 8                | 3  | 5                    | 8                    | 9                    |                      |                      |
| 1984-1985  | Capitals de Washington    | LNH         | 15  | 3                | 4                | 7                | 2                | -                | -  | -                    | -                    | -                    |                      |                      |
| 1984-1985  | Whalers de Hartford       | LNH         | 2   | 0                | 0                | 0                | 0                | -                | -  | -                    | -                    | -                    |                      |                      |
| 1985-1986  | Whalers de Hartford       | LNH         | 55  | 20               | 28               | 48               | 65               | 10               | 1  | 4                    | 5                    | 10                   |                      |                      |
| 1985-1986  | Whalers de Binghamton     | LAH         | 26  | 9                | 17               | 26               | 29               | -                | -  | -                    | -                    | -                    |                      |                      |
| 1986-1987  | Whalers de Hartford       | LNH         | 80  | 22               | 37               | 59               | 67               | 5                | 3  | 2                    | 5                    | 35                   |                      |                      |
| 1987-1988  | Whalers de Hartford       | LNH         | 77  | 10               | 18               | 28               | 115              | 6                | 1  | 1                    | 2                    | 2                    |                      |                      |
| 1988-1989  | Whalers de Hartford       | LNH         | 67  | 11               | 17               | 28               | 60               | 4                | 1  | 2                    | 3                    | 10                   |                      |                      |
| 1989-1990  | Whalers de Hartford       | LNH         | 78  | 18               | 25               | 43               | 138              | 7                | 2  | 2                    | 4                    | 22                   |                      |                      |
| 1990-1991  | Whalers de Hartford       | LNH         | 75  | 6                | 23               | 29               | 170              | 6                | 0  | 4                    | 4                    | 29                   |                      |                      |
| 1991-1992  | Sharks de San José        | LNH         | 74  | 11               | 15               | 26               | 99               | -                | -  | -                    | -                    | -                    |                      |                      |
| 1992-1993  | Sharks de San José        | LNH         | 84  | 12               | 19               | 31               | 132              | -                | -  | -                    | -                    | -                    |                      |                      |
| 1993-1994  | Stars de Dallas           | LNH         | 80  | 11               | 33               | 44               | 66               | 9                | 0  | 2                    | 2                    | 12                   |                      |                      |
| 1994-1995  | Stars de Dallas           | LNH         | 47  | 8                | 7                | 15               | 48               | 5                | 1  | 2                    | 3                    | 12                   |                      |                      |
| 1995-1996  | Flames de Calgary         | LNH         | 67  | 7                | 7                | 14               | 38               | 3                | 0  | 1                    | 1                    | 0                    |                      |                      |
| 1996-1997  | Équipe du Canada          | Intl        | 56  | 25               | 46               | 71               | 106              | -                | -  | -                    | -                    | -                    |                      |                      |
| 1996-1997  | EV Zoug                   | LNA         | 3   | 0                | 1                | 1                | 2                | 4                | 0  | 2                    | 2                    | 4                    |                      |                      |
| 1997-1998  | EV Landshut               | DEL         | 47  | 7                | 23               | 30               | 52               | 6                | 0  | 3                    | 3                    | 18                   |                      |                      |
| 1998-1999  | EV Landshut               | DEL         | 45  | 13               | 25               | 38               | 76               | 3                | 0  | 1                    | 1                    | 2                    |                      |                      |
| Totaux LNH | Totaux LNH                | Totaux LNH  | 803 | 139              | 233              | 372              | 1 002            | 55               | 9  | 20                   | 29                   | 132                  |                      |                      |

### En équipe nationale
| Année | Compétition                 |    | PJ | B | A | Pts | Pun           |  | Résultat |
| 1984  | Championnat du monde junior | 7  | 6  | 3 | 9 | 0   | 4e place      |  |          |
| 1997  | Championnat du monde        | 11 | 2  | 3 | 5 | 20  | Médaille d'or |  |          |

### En tant qu'entraîneur
| Saison    | Équipe                | Ligue |                            | PJ                         | V                          | D                          | N                          | Pr                         | % V                                            |  | Séries éliminatoires |
| 1999-2000 | Blazers de Kamloops   | LHOu  | 72                         | 36                         | 30                         | 5                          | 1                          | 54,2                       |                                                |  |                      |
| 2000-2001 | Blazers de Kamloops   | LHOu  | 72                         | 35                         | 28                         | 7                          | 2                          | 54,9                       |                                                |  |                      |
| 2001-2002 | Blazers de Kamloops   | LHOu  | 72                         | 38                         | 25                         | 5                          | 4                          | 59                         |                                                |  |                      |
| 2002-2003 | Giants de Vancouver   | LHOu  | 72                         | 26                         | 37                         | 5                          | 4                          | 42,4                       | Éliminé au 1re tour                            |  |                      |
| 2003-2004 | Giants de Vancouver   | LHOu  | 72                         | 33                         | 24                         | 9                          | 6                          | 56,3                       | Éliminé au 2e tour                             |  |                      |
| 2004-2005 | Hitmen de Calgary     | LHOu  | Statistiques indisponibles | Statistiques indisponibles | Statistiques indisponibles | Statistiques indisponibles | Statistiques indisponibles | Statistiques indisponibles | Éliminé au 2e tour                             |  |                      |
| 2012-2013 | Admirals de Milwaukee | LAH   | 76                         | 71                         | 28                         | -                          | 7                          | 58,6                       | Éliminé au 1re tour                            |  |                      |
| 2013-2014 | Admirals de Milwaukee | LAH   | 76                         | 39                         | 24                         | -                          | 13                         | 59,9                       | Éliminé au 1re tour                            |  |                      |
| 2014-2015 | Admirals de Milwaukee | LAH   | 76                         | 33                         | 28                         | -                          | 15                         | 53,3                       | Non qualifiés                                  |  |                      |
| 2015-2016 | Admirals de Milwaukee | LAH   | 76                         | 48                         | 23                         | -                          | 5                          | 66,4                       | Éliminé au 1re tour                            |  |                      |
| 2016-2017 | Admirals de Milwaukee | LAH   | 76                         | 43                         | 26                         | -                          | 7                          | 61,2                       | Éliminé au 1re tour                            |  |                      |
| 2017-2018 | Admirals de Milwaukee | LAH   | 76                         | 38                         | 32                         | -                          | 6                          | 53,9                       | Non qualifiés                                  |  |                      |
| 2019-2020 | Wild du Minnesota     | LNH   | 12                         | 8                          | 4                          | -                          | 0                          | 66,7                       | Recruté en cours de saison Éliminé au 1er tour |  |                      |
| 2020-2021 | Wild du Minnesota     | LNH   | 56                         | 35                         | 16                         | -                          | 5                          | 67,0                       | Éliminé au 1er tour                            |  |                      |
| 2021-2022 | Wild du Minnesota     | LNH   | 82                         | 53                         | 22                         | -                          | 7                          | 68,9                       | Éliminé au 1er tour                            |  |                      |
| 2022-2023 | Wild du Minnesota     | LNH   | 82                         | 46                         | 25                         | -                          | 11                         | 62,8                       | Éliminé au 1er tour                            |  |                      |
| 2023-2024 | Wild du Minnesota     | LNH   | 19                         | 5                          | 10                         | -                          | 4                          | 36,8                       | Remplacé en cours de saison                    |  |                      |

## Trophées et honneurs personnels
- 1983-1984 : nommé dans la première équipe d'étoiles de l'Association de l'Ouest de la LHOu.

## Transactions en carrière
- Repêchage de 1982 : sélectionné par les Capitals de Washington au 5e tour, 89e rang.
- 12 mars 1985 : échangé par les Capitals aux Whalers de Hartford avec Peter Sidorkiewicz contre David Jensen.
- 2 octobre 1991 : échangé par les Whalers aux Sharks de San José contre Daniel Keczmer.
- 26 juin 1993 : échangé par les Sharks aux Stars de Dallas contre un choix de sixième tour au repêchage de 1993 (Petri Varis).
- 1er août 1995 : signe en tant qu'agent libre avec les Flames de Calgary.